# (58) Concordia
(58) Concordia ist ein Asteroid des mittleren Hauptgürtels, der am 24. März 1860 vom deutschen Astronomen Karl Theodor Robert Luther an der Sternwarte Düsseldorf entdeckt wurde.
Der Asteroid wurde benannt nach Concordia, der römischen Göttin des Friedens und der Eintracht. Die Benennung erfolgte auf Wunsch des Entdeckers durch Carl Bruhns in Leipzig.

## Wissenschaftliche Auswertung
Aus Ergebnissen der IRAS Minor Planet Survey (IMPS) wurden 1992 Angaben zu Durchmesser und Albedo für zahlreiche Asteroiden abgeleitet, darunter auch (58) Concordia, für die damals Werte von 93,4 km bzw. 0,06 erhalten wurden. Eine Auswertung von Beobachtungen durch das Projekt NEOWISE im nahen Infrarot führte 2011 zu vorläufigen Werten für den Durchmesser und die Albedo im sichtbaren Bereich von 92,3 km bzw. 0,06. Ein Vergleich von Daten, die von 1978 bis 2011 an der Sternwarte Ondřejov in Tschechien und am Table Mountain Observatory in Kalifornien gesammelt wurden, mit den Daten von NEOWISE ergab 2012 Werte für den Durchmesser und die Albedo von 92,2 km bzw. 0,06. Nachdem die Werte nach neuen Messungen mit NEOWISE 2012 auf 106,5 km bzw. 0,04 korrigiert worden waren, wurden sie 2014 auf 89,6 km bzw. 0,06 geändert. Nach der Reaktivierung von NEOWISE im Jahr 2013 und Registrierung neuer Daten wurden die Werte 2015 zunächst mit 88,4 km bzw. 0,04 angegeben und dann 2016 korrigiert zu 85,8 km bzw. 0,05, diese Angaben beinhalten aber alle hohe Unsicherheiten.
Eine spektroskopische Untersuchung von 820 Asteroiden zwischen November 1996 und September 2001 am La-Silla-Observatorium in Chile ergab für (58) Concordia eine taxonomische Klassifizierung als Caa- bzw. Cgh-Typ.
Photometrische Beobachtungen des Asteroiden erfolgten erstmals am 6. Dezember 1991 an der Außenstelle „Carlos U. Cesco“ des Felix-Aguilar-Observatoriums (OAFA) in Argentinien. Die während einer Nacht aufgenommene Lichtkurve war jedoch zu kurz, um daraus eine Rotationsperiode des Asteroiden abzuleiten. Diese wurde aber auf nicht weniger als 16 Stunden geschätzt. Auch aus während insgesamt acht Nächten im August und Oktober 1995 sowie im Februar/März 1997 aufgezeichneten Lichtkurven am Observatório do Pico dos Dias in Brasilien konnte wegen sehr geringer Amplituden keine Periodizität abgeleitet werden.
Neue Messungen erfolgten vom 22. bis 24. Dezember 2000 am Astronomischen Observatorium Yunnan in China. Aus der während drei Nächten aufgezeichneten unregelmäßigen Lichtkurve konnte jetzt eine Rotationsperiode von 9,90 h bestimmt werden. Dieses Ergebnis konnte durch weitere Beobachtungen vom 4. bis 13. Februar 2006 am Santana Observatory und an der Goat Mountain Astronomical Research Station (GMARS), beide in Kalifornien, bestätigt werden, wo eine Periode von 9,895 h gemessen wurde. In einer Untersuchung von 2018 wurden die Daten des Astronomischen Observatoriums Yunnan von 2000 mit den Ergebnissen neuer Messungen aus 2015 zusammengeführt. Es wurde für den Asteroiden ein Gestaltmodell und zwei alternative Lösungen für die Lage der Rotationsachse, jeweils nahezu in der Ebene der Ekliptik gelegen, und eine Periode von 9,8945 h bestimmt.
Mit dem Weltraumteleskop Transiting Exoplanet Survey Satellite (TESS) konnten während dessen Durchmusterung des Südhimmels 2018 bis 2019 auch Objekte des Sonnensystems beobachtet werden. Dabei wurden auch die Lichtkurven von fast 10.000 Asteroiden aufgezeichnet. Für (58) Concordia wurde aus Messungen etwa vom 15. Dezember 2018 bis 6. Januar 2019 eine Rotationsperiode von 9,8924 h abgeleitet.
Am Organ Mesa Observatory in New Mexico gab es mehrere Kampagnen zur photometrischen Beobachtung von (58) Concordia. Bei Messungen vom 4. Juni bis 5. Juli 2016 konnte aus der aufgezeichneten Lichtkurve eine Rotationsperiode von 9,895 h abgeleitet werden, ebenso wie bei Beobachtungen vom 3. bis 22. Januar 2019. Eine dritte Beobachtungsreihe erfolgte vom 14. April bis 14. Mai 2020, wo wieder eine ähnliche Periode von 9,899 h bestimmt wurde. Schließlich gab es noch Messungen vom 9. bis 11. September 2021, wo eine Periode von 9,892 h errechnet wurde, und vom 4. bis 28. März 2024 mit einer Auswertung zu 9,894 h.
Auch von der italienischen Amateur Astronomers Union (UAI) gab es mehrere Kampagnen zur Bestimmung der Rotationsperiode von (58) Concordia: Aus photometrischen Beobachtungen vom 23. April bis 23. Juni 2020 an zwei verschiedenen Observatorien in Italien konnte eine Rotationsperiode von 9,895 h bestimmt werden, während vom 27. Juli bis 1. September 2021 an drei verschiedenen Observatorien eine Rotationsperiode von 9,894 h abgeleitet wurde. Eine dritte Messreihe erfolgte während drei Nächten vom 28. Oktober bis 27. November 2022 an drei Observatorien. Die Rotationsperiode wurde hierbei zu 9,894 h bestimmt. Eine weitere Messung während vier Nächten vom 7. März bis 6. April 2024 am Osservatorio astronomico dell’Università di Siena ergab einen ähnlichen Wert von 9,893 h.
Aus archivierten Daten des Asteroid Terrestrial-impact Last Alert System (ATLAS) aus dem Zeitraum 2015 bis 2018 konnte in einer Untersuchung von 2022 mit der Methode der konvexen Inversion eine Rotationsperiode von 9,8956 h berechnet werden.

## Concordia-Familie
(58) Concordia ist namensgebendes und größtes Mitglied einer Asteroidenfamilie mit ähnlichen Bahneigenschaften, wie eine Große Halbachse von 2,69–2,80 AE, eine Exzentrizität von 0,08–0,10 und eine Bahnneigung von 4,4°–5,4°. Taxonomisch handelt es sich um Asteroiden der Spektralklassen C, D und X, die mittlere Albedo liegt bei 0,08. Der Concordia-Familie wurden im Jahr 2019 etwa 1670 Mitglieder zugerechnet.

## Trivia
In den 1870er Jahren wurde die Concordiastraße (heute Konkordiastraße) in Düsseldorf-Unterbilk nach dem Asteroiden benannt. Sie verläuft etwa 440 bis 1100 m nördlich des ehemaligen Standorts der nicht mehr existierenden Sternwarte Düsseldorf.